# Joel Frost
Joel Frost (* 28. Februar 1765 in Carmel, Provinz New York; † 11. September 1827 ebenda) war ein US-amerikanischer Jurist und Politiker. Zwischen 1823 und 1825 vertrat er den Bundesstaat New York im US-Repräsentantenhaus.

## Werdegang
Joel Frost, Sohn von Huldah Munson und John Frost, wuchs während der britischen Kolonialzeit auf und besuchte öffentliche Schulen. Am 20. Mai 1789 heiratete er Martha Wright (1771–1861), Tochter von Millicent Purdy und Benjamin Wright. Er war 1803 Mitglied im Bezirksrat von Westchester County. Zwischen 1806 und 1808 saß er in der New York State Assembly. 1812 wurde der südliche Teil des damaligen Dutchess County abgetrennt und daraus der Putnam County gebildet. Frost wurde dort der erste Vormundschafts- und Nachlassrichter (surrogate). Dieses Amt übte er in den folgenden Jahren aus: 1812, 1813, zwischen 1815 und 1819, 1821 und 1822. Er nahm 1821 an der verfassunggebenden Versammlung von New York teil. Dann war er Richter am Court of Common Pleas. Er zog nach Schenectady. Als Folge einer Zersplitterung der Demokratisch-Republikanischen Partei vor und während der Präsidentschaft von John Quincy Adams (1825–1829) schloss er sich der Crawford-Fraktion an. Bei den Kongresswahlen des Jahres 1822 wurde Frost im vierten Wahlbezirk von New York in das US-Repräsentantenhaus in Washington, D.C. gewählt, wo er am 4. März 1823 die Nachfolge von William W. Van Wyck antrat. Da er auf eine erneute Kandidatur im Jahr 1824 verzichtete, schied er nach dem 3. März 1825 aus dem Kongress aus. Er verstarb am 11. September 1827 in Carmel und wurde dann dort auf dem Gilead Cemetery beigesetzt.